# Падіння Харкова (1917)
Падіння Харкова — перший епізод радянсько-української війни, в ході якого 23 грудня 1917 року російські більшовики захопили український Харків і встановили там радянську владу. Остаточно українську владу було повалено 10 січня 1918 року, коли в місті було роззброєно останні українські полки.

## Хід подій
Харків, в який з 6 (19) грудня 1917 року розпочали просочуватися червоні загони з Росії, був обраний базою для наступу проти УНР.
8 (21) грудня 1917 до Харкова прибули червоні загони під керівництвом фон Сіверса і матроса Ховрина з 1600 чоловік при 6 гарматах, 3 броньовиках. Спочатку було заявлено, що прихід цих військ в Україну викликаний тільки необхідністю просування по українській залізниці радянських військ, що прямують проти бунтівного Дона. Українська влада заспокоювалися запевненнями про те, що радянськими частинами тимчасово використовується тільки залізниця України для нанесення несподіваного удару в тил бунтівним білогвардійським козакам. Але частини радянських військ, які окопалися в Харкові, і не думали всіма силами слідувати на Дон.
До загону на вокзал прибули члени місцевого комітету більшовиків на чолі з Артемом Сергєєвим, який домагався у загонів відмови від яких би не було ворожих дій проти представників УЦР в місті Харкові. Оскільки місцеві більшовики працювали разом з представниками УЦР в Революційному штабі.
Про запланована операцію стало відомо представникам комітету більшовиків Харкова, від імені комітету виступив Март'янов, який вимагав від прибулих червоногвардійців відмовитися від запланованого виступу.
Вже (9) 22 грудня — (10) 23 грудня прибулі з Радянської Росії війська провели в Харкові міні-переворот, заарештувавши українського коменданта міста Чеботарьова, члена Військової Української Ради, захопивши броньовики військ УНР, встановивши в місті двовладдя.
З (11) 24 по (16) 29 грудня в Харків прибуло ще до п'яти тисяч солдатів з Петрограда, Москви, Твері на чолі з командувачем Антоновим-Овсієнко і його заступником полковником Муравйовим. Крім того, в Харкові знаходилися три тисячі червоногвардійців і пробільшовицьки налаштованих солдатів старої армії, які були готові до боротьби проти Києва.
Спочатку Антонов-Овсієнко (прибув до Харкова (11) 24 грудня 1917 р.), зосередившись на боротьбі з Доном, вів по відношенню до УНР політику пасивного протистояння і не розраховував на швидке просування на Київ. Великою небезпекою здавалися білогвардійські козаки. Аж до (4) 17 січня 1918 року Антонов-Овсієнко стримував «гарячі голови», які закликають до негайного походу на Київ: «Головний ворог — Каледін. Всі сили треба направити проти нього». У Харкові з-під арешту були відпущені українські адміністратори, з місцевим українським гарнізоном був досягнутий нейтралітет. Очевидно, в грудні 1917 року ленінський уряд ще не був готовий до повномасштабної війни проти УНР. Причиною тому були переоцінка реальних сил УНР, нестабільність в Петрограді, непідготовленість повстання в Києві та інших містах України, війна проти білогвардійців.
Пізніше Антонов-Овсієнко в своїх спогадах вкаже, що загін Сіверса і матроси-балтійці Ховрина в Харкові розклалися, пиячать, тероризуючи населення розстрілами, виробляючи реквізиції, а штаб революційних загонів перетворився на судилище, де судді «вважали всякого білоручці гідним винищення». У Харкові в ті дні дійсно встановилася повна анархія, причому навіть місцеві більшовики і Харківська міська дума настійно вимагали вивести буйні червоні загони з міста.
До 15 (28) грудня 1917 київським політикам стало ясно, що головною загрозою для існування їх влади стали події в Харкові. Оскільки, тут, порушуючи проголошену самостійність України, стали концентруватися, без жодної згоди на те Центральної Ради, радянські війська з червоної Росії.
У ніч на (28 грудня) 10 січня в Харкові місцеві червоногвардійські формування несподівано роззброїли два полки УНР (2700 багнетів), які ось уже 20 днів намагалися зберігати двовладдя (УНР і більшовиків) в місті. Роззброєні солдати УНР були розпущені по домівках, а 300 солдатів, які побажали долучитися до соціалістичної революції, були зараховані в штат радянської армії як самостійний підрозділ — полк «червоного козацтва». Командиру одного з полків УНР Омелянові Волоху з декількома командирами українського полку вдалося сховатися з Харкова, щоб зіграти в «українських війнах», свою, далеко не останню роль.
За кілька днів на вулицях міста з'явилися броньовики з написом: «Смерть українцям!». Небезпечно було спілкуватися прилюдно українською мовою, одягати вишиванку. Часто у місті просто вбивали власників гарних чобіт.